# Family Circle NSW Open 1987
Family Circle NSW Open 1987 — жіночий тенісний турнір, що проходив на відкритих трав'яних кортах White City Stadium у Сіднеї (Австралія). Належав до турнірів 3-ї категорії в рамках Світової чемпіонської серії Вірджинії Слімс 1987. Відбувсь удев'яностоп'яте і тривав з 5 січня до 11 січня 1987 року. Шоста сіяна Зіна Гаррісон здобула титул в одиночному розряді.

## Фінальна частина

### Одиночний розряд
Зіна Гаррісон —  Пем Шрайвер 6–2, 6–4
- Для Гаррісон це був 1-й титул в одиночному розряді за сезон і 5-й — за кар'єру.

### Парний розряд
Бетсі Нагелсен /  Елізабет Смайлі —  Дженні Бірн /  Джанін Тремеллінг 6–7(5–7), 7–5, 6–1